# Faro (tỉnh)
Tỉnh Faro (phát âm tiếng Bồ Đào Nha: [ˈfaɾu], tiếng Bồ Đào Nha: Distrito de Faro) là một tỉnh của Bồ Đào Nha, giáp biên giới với vùng Andalucía của Tây Ban Nha. Thủ phủ tỉnh đóng tại thành phố Faro.

## Các khu tự quản
Tỉnh gồm 16 huyện:
- Albufeira
- Alcoutim
- Aljezur
- Castro Marim
- Faro
- Lagoa
- Lagos
- Loulé
- Monchique
- Olhão
- Portimão
- São Brás de Alportel
- Silves
- Tavira
- Vila do Bispo
- Vila Real de Santo António